# Sainte-Colombe, Charente-Maritime
Sainte-Colombe là một xã ở tỉnh Charente-Maritime thuộc vùng Nouvelle-Aquitaine tây nam nước Pháp.

## Dân số
| Năm  | Dân số | Density |
| ---- | ------ | ------- |
| 1962 | 116    | -       |
| 1968 | 139    | -       |
| 1975 | 123    | -       |
| 1982 | 137    | -       |
| 1990 | 120    | -       |
| 1999 | 114    | 26/km²  |

- Xã của tỉnh Charente-Maritime